# Willoughby Bertie (3e comte d'Abingdon)
Willoughby Bertie, 3e comte d'Abingdon (28 novembre 1692 - 10 juin 1760), de Wytham Abbey, Berkshire et Rycote, Oxfordshire, est un propriétaire britannique et homme politique conservateur qui siège brièvement à la Chambre des Communes en 1715.

## Biographie
Il est le fils de James Bertie de Stanwell à Middlesex et d'Elizabeth Willoughby, et neveu de Montagu Venables-Bertie (2e comte d'Abingdon). Il s'inscrit au Corpus Christi College de Cambridge le 27 novembre 1707.
Les Berties sont des conservateurs, avec une influence électorale à Westbury, où les comtes d'Abingdon sont les seigneurs du manoir. Aux élections générales de 1715 en janvier, Bertie se présente, mais le maire de Westbury déclare élus deux conservateurs, Bertie et Francis Annesley (1663-1750), et le shérif, deux whigs, George Evans et Charles Allanson. Les whigs ont été parrainés par William Cowper (1er comte Cowper) pour contester l’influence de Bertie. La réélection de Bertie et Annesley est acceptée le 28 mars 1715 et ils sont déclarés élus, mais sur pétition, il est reconnu qu'un certain nombre de leurs électeurs sont privés du droit de vote et Evans (qui a depuis été créé baron Carbery) et Allanson sont déclarés élus, le 1er juin. Bertie ne se représente plus au Parlement, bien que lors des élections de 1722, son père James est élu avec Annesley.

## Famille
Il épouse Anna Maria Collins en août 1727 à Florence. En 1743, il succède à son oncle comme comte d'Abingdon. Il reste un fervent conservateur, refusant de rejoindre l'association de l'Oxfordshire pour défendre les Hanovres lors du soulèvement jacobite de 1745.
Il est décédé le 10 juin 1760. Lui et sa femme ont neuf enfants:
1. Elizabeth Peregrine Bertie (1728–1804), mariée à Giovanni Gallini
2. Jane Bertie (vers 1730 - 25 février 1791), mariée à Thomas Clifton de Westby, Clifton et Lytham
3. Bridget Bertie (1732 - 9 décembre 1760), célibataire
4. James Bertie, Lord Norreys (25 septembre 1735 - 12 octobre 1745), tué dans un incendie à Rycote
5. Anne Eleanora Bertie (c. 1737 - 19 avril 1804), mariée à Philip Wenman (7e vicomte Wenman)
6. Willoughby Bertie (4e comte d'Abingdon) (1740-1799)
7. Peregrine Bertie (officier) (en) (1741-1790)
8. Mary Bertie (12 novembre 1746 - 22 juillet 1826), mariée à Miles Stapleton (décédé en 1809)
9. Sophia Bertie (6 novembre 1748 - 1760), célibataire

En 1764, les administrateurs de sa succession vendent certains de ses manoirs dans l'Oxfordshire: Wendlebury à Edward Turner (2e baronnet) et Chesterton à George Spencer (4e duc de Marlborough). Dans le Wiltshire, Marden est vendu à George Willy et Patney à Robert Amor.